# ¡Pulpo!
¡Pulpo! è una raccolta uscita negli Stati Uniti solo in formato CD, comprendente singoli e B-side del gruppo musicale scozzese Urusei Yatsura.

## Tracce
1. Strategic Hamlets
2. Down Home Kitty
3. Pampered Adolescent
4. Kozee Heart
5. Mirimar
6. Saki & Cremola
7. Fake Fur
8. Silver Krest
9. Got The Sun
10. Nove Static
11. Revir
12. Power of negative Thinking
13. Love That Brings You Down